# Pałac Kadriorg
Pałac Kadriorg (est. Kadrioru loss) – barokowy pałac położony w północno-wschodniej części Tallinna. Mieści się w rozległym parku krajobrazowym utrzymanym w stylu angielskim i francuskim. Wybudowany w latach 1718–1723 przez architekta Niccolò Michetti. Obecnie znajduje się w nim muzeum sztuki.
Car Piotr I Wielki nakazał budowę pałacu, jednak zmarł przed jego ukończeniem, przekazując go swojej drugiej żonie Katarzynie. Najbardziej okazałym pomieszczeniem jest Biała Sala, wyłożona marmurowymi płytkami z plafonem z malowidłem nawiązującym do Przemian Owidiusza. W latach 1921–1929 mieściło się tu Estońskie Muzeum Sztuki. Potem na 7 lat stał się rezydencją premiera Estonii. Następnie przekształcił się ponownie w muzeum aż do 1991 r., kiedy rozpoczęto gruntowny remont budynku. Pałac stał się znowu muzeum od 2000 r., którego zbiory zawierają 7500 eksponatów, głównie obrazów i rzeźb oraz 1600 przedmiotów sztuki użytkowej z okresu od XVI wieku do XX wieku.
Pałac otacza 100-hektarowy park, w którym znajdują się: letni dom cara Piotra I oraz Pałac Prezydencki, zbudowany w latach 1937–1938.